# Christuskirche (Bad Eilsen)

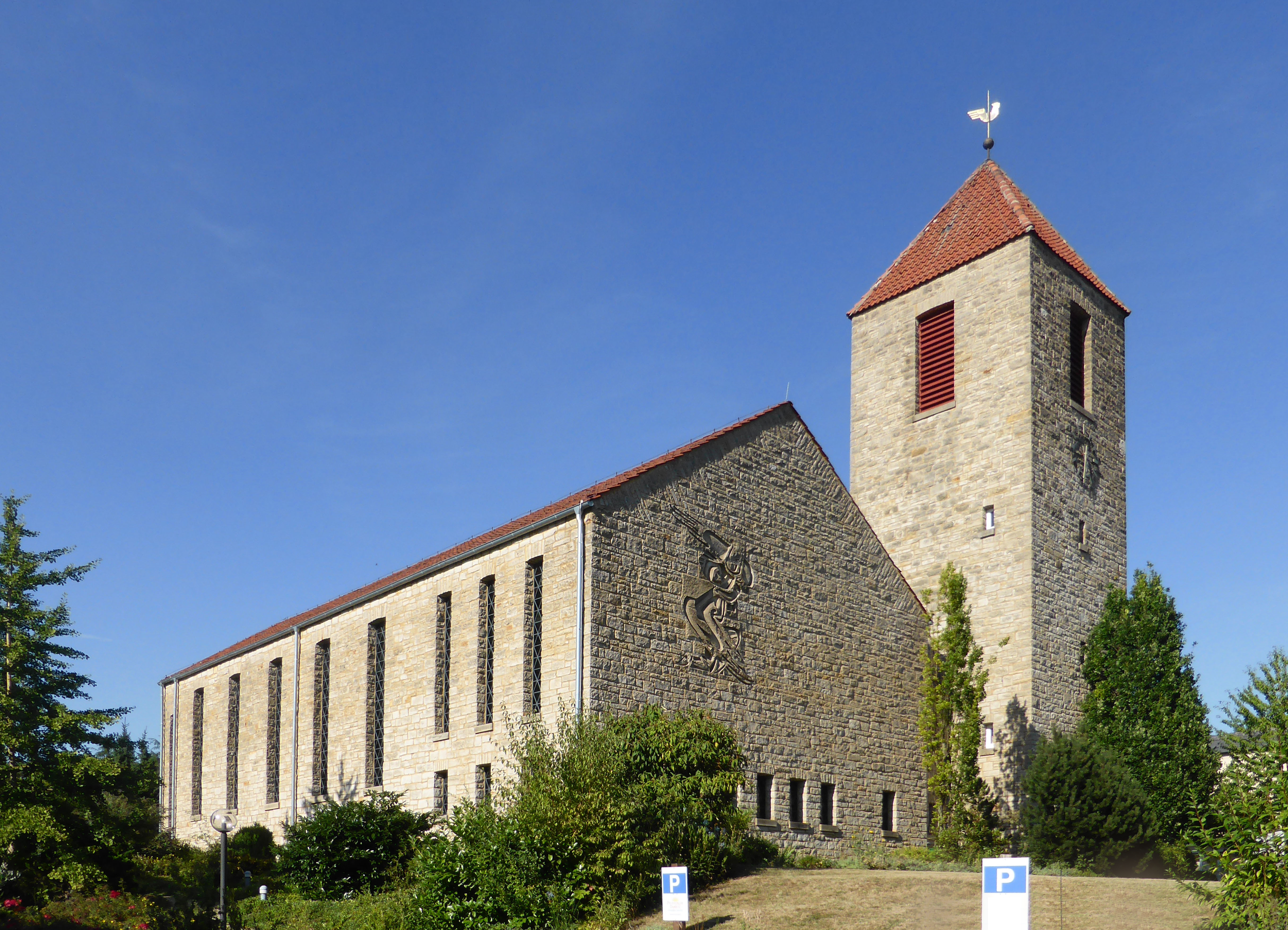
Christuskirche Bad Eilsen

Die Christuskirche ist die evangelisch-lutherische Gemeindekirche von Bad Eilsen im Landkreis Schaumburg im südwestlichen Niedersachsen. Sie gehört der Evangelisch-Lutherischen Landeskirche Schaumburg-Lippe an.

## Geschichte
Eine Notkirche war 1948 in Bad Eilsen als Filialkirche von Obernkirchen errichtet worden, um mit dem 1. November 1954, gemeinsam mit dem Nachbarort Heeßen, als selbständige eigene evangelisch-lutherische Kirchengemeinde der Schaumburg-Lippischen Landeskirche zugeordnet zu werden. 1959 entstand nach Plänen des Architekten Rüdiger Hachtmann aus Celle das heutige Kirchengebäude. Das als Saalkirche mit seitlich gesetztem Turm in den Formen des abstrakten Historismus errichtete Bauwerk ist im Außenbau mit einer Verblendung aus rustiziertem Quaderwerk aus Obernkirchener Sandstein versehen. Der flachgedeckte Kirchenraum besitzt eine zweiseitig umlaufende Empore und einen eingezogenen Altarraum. Wichtigster Kunstgegenstand der Kirche ist ihr Abendmahlsaltar mit dem Triptychon von Erich Klahn.